# مهدی سالم
مهدی سالم (انگلیسی: Mahdi Salem؛ زادهٔ ۴ آوریل ۲۰۰۴) بازیکن فوتبال اهل قطر است.
از باشگاه‌هایی که در آن بازی کرده‌است می‌توان به باشگاه ورزشی الشمال و باشگاه ورزشی السد اشاره کرد.
وی همچنین در تیم‌های ملی فوتبال زیر ۲۰ سال، زیر ۲۳ سال، و بزرگسالان قطر بازی کرده‌است.